# Ардым (река)
Ардым — река в России, протекает по территории Пензенского района и города Пенза Пензенской области. Длина реки составляет 40 км. Площадь водосборного бассейна — 329 км².
Начинается в селе Князевка, в самых верховьях течёт на запад, затем поворачивает на север. Протекает через осиново-дубовый лесной массив, село Николаевка, Ленино и Калинино, затем отклоняется к северо-востоку. Далее протекает через Ивановку и Лебедевку. Устье реки находится в 5,8 км по правому берегу реки Пенза.
Ширина реки в низовьях — 13 метров, глубина — 0,4 м, скорость течения воды 0,3 м/с.
Основные притоки — Каменка (пр, впадает в 20 км от устья) и Малиновка (пр, впадает в 4,4 км от устья).

## Данные водного реестра
По данным государственного водного реестра России относится к Верхневолжскому бассейновому округу, водохозяйственный участок реки — Сура от Сурского гидроузла и до устья реки Алатырь, речной подбассейн реки — Сура. Речной бассейн реки — (Верхняя) Волга до Куйбышевского водохранилища (без бассейна Оки).
Код объекта в государственном водном реестре — 08010500312110000035992.